# Никола Косић
Никола Косић (Краљево, 22. фебруар 1907 — Чачак, 10. новембар 2004) био је мајор Југословенске војске, пучиста, новинар, књижевник, политички емигрант, истакнути борац против комунистичке диктатуре у Југославији након Другог светског рата.

## Биографија
Рођен је у Краљеву, од оца Аћима и мајке Христине (Луковић). Војну академију завршио је у Београду 1925. године. Службу је започео у Ужицу, затим наставио у Загребу, те у Београду, где остаје до почетка Другог светског рата.
Почетак ратних догађања Косића затиче у Другом пешадијском пуку Краљеве гарде, у чину мајора. Након мартовских немира, Косић је био један од главних организатора пуча, 27. марта 1941. године. Након слома Југославије током Априлског рата, 1941. године одлази у заробљеништво априла 1941. године, те цео рат проводи у официрском логору Оснабрик у Немачкој, у који је доведено преко 4000 официра Југословенске војске.
Логор је ослобођен у мају 1945. године. Због неслагања са комунистичким режимом од 1945. до 1952. године борави у више различитих европских држава, да би 1952. године емигрирао у Сједињене Америчке Државе и настанио се у граду Милвокију, држава Висконсин. У Сједињеним Државама је 30 година водио информативно културно просветни програм на српском језику, критикујући нови државни поредак у социјалистичкој Југославији.
После педесет година враћа се у Србију, у јуну 1991, где остаје три месеца, а у августу 1994, у Чачак долази за стално, и у кући свог оца даје велики број интервјуа, за локалне и националне медије, у вези са догађајима 27. марта 1941. Био је члан Удружења српских писаца и уметника у иностранству, Удружења књижевника Србије и Удружења публициста Чачка. О његовом животу и раду снимљено је девет видео и двадесет аудио касета.

### Породица
Био је ожењен Милком Поповић (1911–1976) и отац троје деце Душана (1937–2009), Јелене (1932) и Милана (1934), те деда шесторо унучади. Преминуо је у Чачку, 10. новембра 2004. године у 98. години живота.

## Дела
Објавио је око двеста студија, критика и чланака. Аутор је следећих књига и брошура:
- Љотићевци и крагујевачка трагедија (1968)
- Краљ Александар Први Ујединитељ: кроз догађаје (предавање одржано Србима у Виндзору, Канада, поводом 50. годишњице убиства Краља Југославије Александра Првог Карађорђевића (1988)
- Март 1941. године (1992)
- Дневник : 17. март - 28. март 1941. (1996)